# Камет-сталь
КАМЕ́Т-СТА́ЛЬ (укр. КАМЕ́Т-СТА́ЛЬ; официальное название — ЧАО «КАМЕТ-СТАЛЬ», до 2016 — ОАО «Днепро́вский металлурги́ческий комбина́т имени Ф. Э. Дзержинского» (укр. ВАТ «Дніпро́вський металургі́йний комбіна́т імені Ф. Е. Дзержинського»), с 2016 по 2022 — ПАО «Днепро́вский металлурги́ческий комбина́т» (укр. ПАТ «Дніпро́вський металургі́йний комбіна́т»)) — одно из крупнейших предприятий промышленного комплекса Украины с полным металлургическим циклом по выпуску 5600 тыс. тонн агломерата, 4350 тыс. тонн чугуна, 3850 тыс. тонн стали, 3829 тыс. тонн готового проката. Единственный на Украине поставщик катаной осевой заготовки для железнодорожного транспорта, шпунтовых свай типа Ларсен, рельсов контактных для метрополитена, стальных мелющих шаров, трубной заготовки.
Входит в перечень предприятий, имеющих стратегическое значение для экономики и безопасности Украины.

## История
В последней трети XIX века Россия вступила в период промышленного подъёма.
Построенная в 1884 году Екатерининская железная дорога соединила Донецкий угольный и Криворожский железорудный бассейны и проходила вблизи села Каменское (с 1917 г. — город Каменское, с 1936 по 2016 гг. — город Днепродзержинск, с 2016 г. — город Каменское). Географическое положение села (учитывая практически неограниченные водные ресурсы) создавало все предпосылки для строительства здесь крупного металлургического предприятия.
В мае 1886 года в результате объединения находившегося на грани банкротства «Общества Варшавского сталелитейного завода» и бельгийской компании «Коккериль» было создано Южно-Русское Днепровское металлургическое общество (27 % капитала в котором принадлежало французским компаньонам). Правление общества располагалось в Санкт-Петербурге по адресу Гороховая улица, дом 1-8, уг. Адмиралтейского пр.

### 1887—1917
Весной 1887 года в Каменском началось строительство металлургического завода.
2 марта 1889 года была введена первая доменная печь. В этом же году завод получил Большую Золотую медаль на Всемирной промышленной выставке в Париже.
Положение завода укрепилось после введения в 1891 году нового таможенного тарифа, увеличившего пошлины на импорт чугуна и металлоизделий (входивших в перечень выпускаемой заводом продукции).
В 1896 году за высокое качество продукции, представленной на Всероссийской промышленной выставке в Нижнем Новгороде, завод получил право в дальнейшем маркировать свои изделия государственным гербом.
После завершения строительства в 1901 году Сибирской железной дороги государственный заказ на рельсы существенно сократился и южнорусские металлургические заводы с 1901 года сокращают производство рельсов.
Введённая владельцами завода система штрафов в сочетании с низким уровнем оплаты и тяжёлыми условиями труда способствовали активному участию рабочих завода в стачечном движении и революции 1905 года.
В 1913 году завод выпустил 499,4 тыс. тонн чугуна, 368 тыс. тонн стали и 299,2 тыс. тонн проката.
К началу Первой мировой войны завод насчитывал 5 доменных и 10 мартеновских печей, бессемеровский, среднесортный, железопрокатный, проволочный, листопрокатный, осевой и бандажный цехи. Завод являлся крупнейшим металлургическим заводом Российской империи, в отдельные годы он обеспечивал 9-10 % всего производства стали, чугуна и проката страны.

### 1918—1991
Во время гражданской войны завод был законсервирован.
В 1919 году рабочие завода построили для РККА два бронепоезда: «Советская Украина» и «Советская Россия».
В апреле 1925 года при содействии председателя ВСНХ Ф. Э. Дзержинского завод был снят с консервации. 28 апреля 1925 года была задута доменная печь № 1.
5 сентября 1925 года — по просьбе рабочих завода приказом ВСНХ СССР предприятию было присвоено имя Ф. Э. Дзержинского.
В 1926 году на заводе были введены в строй 4 доменные и 9 мартеновских печей, бессемеровский, рельсобалочный, среднесортный, железопрокатный, проволочный, листопрокатный и осебандажный цехи.
Дальнейшее развитие завода проходило в соответствии с постановлением ЦК ВКП(б) от 8 августа 1929 года «О работе Югостали».
В 1931—1933 годах на должности главного инженера завода работал В. А. Сапрыкин.
В 1930-е годы завод был реконструирован и расширен: в эксплуатацию были введены три крупные полностью механизированные доменные печи, агломерационная фабрика, новый мартеновский цех, блюминг и универсальный стан.
В IV квартале 1940 года завод занял 1-е место во Всесоюзном социалистическом соревновании СССР.
После начала Великой Отечественной войны, в 1941 году город был оккупирован наступавшими немецкими войсками. В период немецкой оккупации на заводе действовала подпольная группа, саботировавшая усилия по введению завода в эксплуатацию
- начатые в конце 1941 года работы по восстановлению и подготовке к пуску мартеновского цеха № 2 сорвали механик цеха И. К. Шиманский и бригадир слесарей В. Я. Становой[13]
- начатые работы по восстановлению обшивочного стана в листопрокатном цехе сорвали электрик Дедышко и подпольщик Л. Д. Корнецкий (которые два раза выводили из строя электромотор, необходимый для возобновления работы стана, а также затягивали его капитальный ремонт)[13]
- в мартеновском цехе № 1 в результате затягивания работ восстановление печи № 7 продолжалось более пяти месяцев, а печь № 9 не работала два месяца[13]
- при кладке ковшей рабочие добавляли в песок алюминиевый порошок, и ковши выдерживали только 1-2 плавки вместо 19-20. Кроме того, рабочие мартеновского цеха сумели спрятать около 160 тонн магнезитового кирпича[13]

Восстановление разрушенного завода началось после освобождения города 25 октября 1943 года, спустя 26 дней на заводе была проведена первая плавка мартеновской стали, спустя 40 дней — изготовлены первые тонны проката. В 1944 год, 1945 год, 1946 год — заводу вручались Переходящие Красные Знамёна Государственного Комитета Обороны.
После окончания войны, учитывая общегосударственное значение, объёмы и сложность капитально-восстановительных работ, правительство СССР возложило восстановление металлургических заводов юго-западных областей СССР на Народный комиссариат строительства предприятий тяжёлой индустрии СССР. Для этого в январе 1946 г. в его составе было создано Главное строительное управление Юга. В 1946 году бригады каменщиков и ремонтников произвели заново огнеупорную кладку подорванной оккупантами доменной печи N 7: уложили 2800 т огнеупоров, смонтировали более 2 тыс. т металлоконструкций; за 15 дней вместо 40 по графику удалили из горна печи 900-тонный «козел» застывшего металла и заменили в горне печи 21 холодильник. В результате, уже 15 июня 1946 года домна выплавила первый чугун. 31 мая 1946 года был сдан досрочно универсальный стан, предназначенный для прокатывания полосового железа шириной до 1050 мм. В 1948 году в установленные сроки были сданы в эксплуатацию домна № 8, аглолента № 1, проволочный стан и другие объекты.
В 1949 году объёмы производства завода превысили довоенные показатели. В I квартале 1949 года заводу было присвоено звание «Лучший металлургический завод Советского Союза».
В 1966 году завод был награждён орденом Ленина.
В 1970-е—1980-е годы была достигнута наивысшая интенсивность в работе предприятия, его продукция отправлялась в 58 стран мира, среди которой были шпунтовые сваи типа Ларсен и катаные вагонные оси.
18 декабря 1975 года на заводе был введён в эксплуатацию первый в мире осепрокатный стан «250».
18 декабря 1979 на заводе была введена в эксплуатацию вторая очередь осепрокатного стана «250» и впервые в мире начато производство полых катаных осей для подвижного состава железных дорог.
25 декабря 1982 года был построен и введён в эксплуатацию комплекс кислородно-конвертерного цеха мощностью 2,2 млн тонн стали в год. 9 августа 1983 года кислородно-конверторный комплекс был выведен на полную проектную мощность, с ежесуточным производством 6 тыс. тонн высокопрочной стали.
В 1984 году завод был преобразован в комбинат и получил название Днепровский металлургический комбинат.
В 1980-е—1990-е годы были выведены из эксплуатации нерентабельные бессемеровский и мартеновские цехи, несколько старых прокатных станов и вспомогательных объектов.

### После 1991
3 марта 1995 года комбинат был внесён в перечень предприятий и организаций Украины, которые не подлежат приватизации в связи с их общегосударственным значением.
В августе 1997 года завод был включён в перечень предприятий, имеющих стратегическое значение для экономики и безопасности Украины.
В 1999 году предприятие было преобразовано в ОАО «Днепровский металлургический комбинат им. Ф. Э. Дзержинского».
В 2001 году предприятие получило новое наименование: ОАО «ДМК им. Ф. Э. Дзержинского». В это время ДМК — градообразующее предприятие, удельный вес которого в промышленной инфраструктуре города достигает 60 %. На нём работали более 20 тысяч человек — 20 % трудоспособного населения города.
В июле 2003 года Кабинет министров Украины принял решение о досрочной продаже акций комбината, находившихся в государственной собственности. В связи с техническим состоянием основных фондов (в доменном цехе все четыре доменные печи последний раз прошли ремонт второго разряда более 15 лет назад, а после 1992 года проходили только ремонт третьего разряда — в результате износ основных фондов цеха составил 85 %) стоимость 98,8 % акций ДМК была оценена в 587,1 млн. гривен. Торги состоялись в декабре 2003 года, в результате комбинат перешёл в собственность корпорации «Индустриальный союз Донбасса».
2009 год ДМК завершил с чистым убытком в размере 1 млрд. 12,066 млн гривен
В 2010 году стоимость активов ДМК составляла 6 млрд. 860,038 млн гривен. 2010 год ДМК завершил с чистым убытком в размере 1 млрд. 223,325 млн гривен
В 2011 году на предприятии работало более 15,7 тысяч человек — 15 % трудоспособного населения города.
В июле 2013 ДМК произвёл планово-предупредительный ремонт доменной печи № 9 и агломашины № 9, а также капитальный ремонт агломашины № 7. В целом, в 2013 году ДМК сократил производство проката на 5,7 % по сравнению с аналогичным периодом 2012 года (до 2,980 млн тонн), выплавка стали сократилась на 7 % (до 2,931 млн тонн), выплавка чугуна — на 12,5 % (до 2,638 млн тонн).
После начала боевых действий на востоке Украины весной 2014 года положение ДМК осложнилось. Чтобы уменьшить зависимость от поставок природного газа в мае 2014 года руководство предприятия приняло решение о переводе доменного производства на пылеугольное топливо. В результате затруднений с поставками кокса, в первом полугодии 2014 года производство проката уменьшилось на 23,3 %, выплавка стали — на 22,5 % и выплавка чугуна — на 22,1 %.
27 июля 2015 в результате аварии с прогоранием горна доменной печи № 1 выплавка чугуна временно сократилась на треть, но 4 августа 2015 печь была вновь введена в эксплуатацию.
11 ноября 2015 доменная печь № 12 завода была остановлена для проведения капитального ремонта.
В 2015 году ДМК снизил объёмы производства на 8 % и завершил 2015 год с доналоговым убытком в размере 1,399 млрд гривен.
В январе 2016 года ДМК уменьшил объёмы производства стали до 151,9 тыс. тонн.
31 марта 2017 года Днепровский металлургический комбинат был остановлен на «горячую» консервацию из-за прекращения поставок кокса (из-за блокады железной дороги в зоне АТО и прекращения отгрузок от Алчевского коксохимического завода) и дефицита оборотных средств.